# Lijst van Zeistenaren
Dit is een chronologische lijst van Zeistenaren. Het gaat om personen die in de Nederlandse plaats Zeist zijn geboren of overleden.

## Geboren

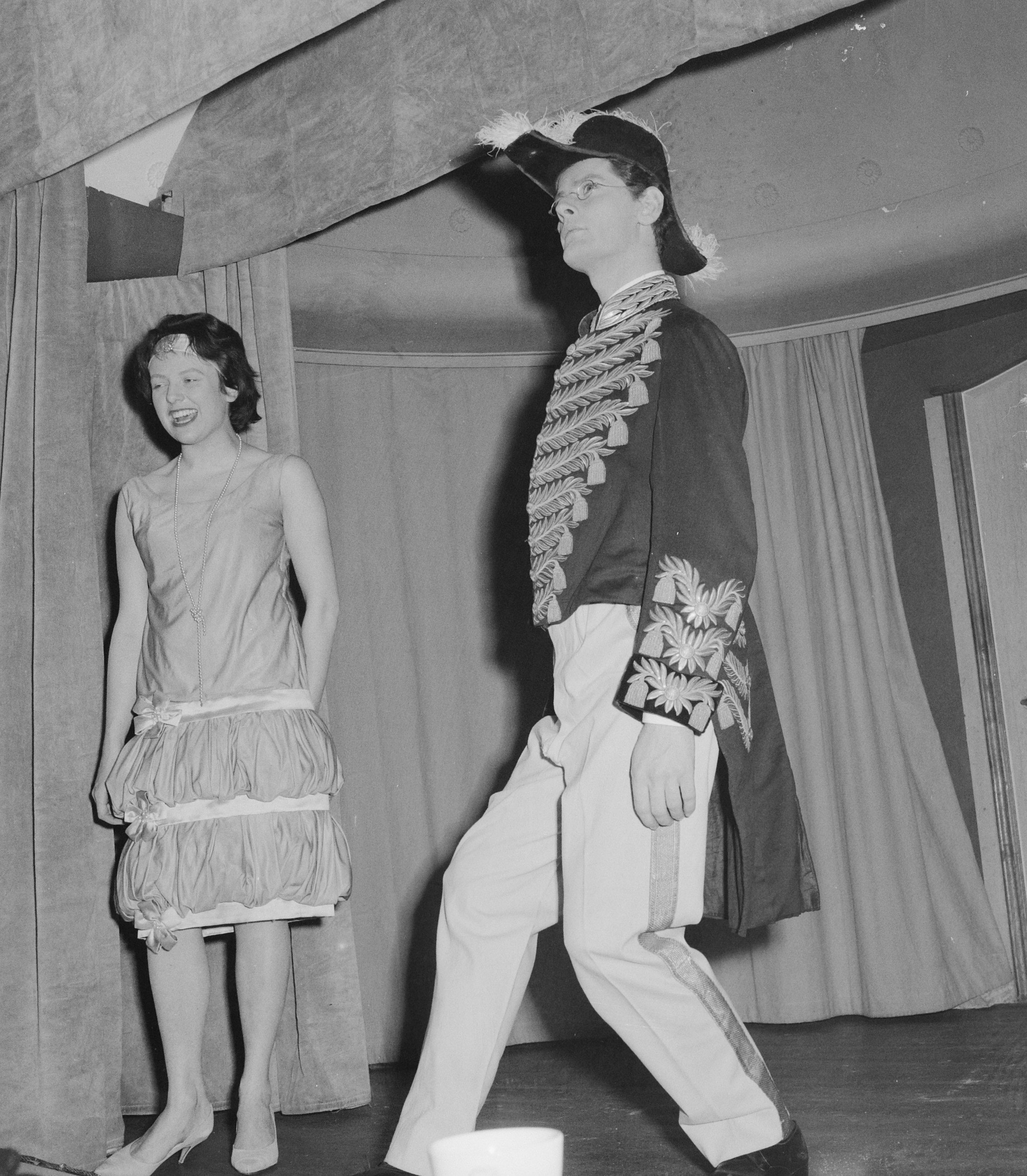
Marjan Berk [l] (*1932)

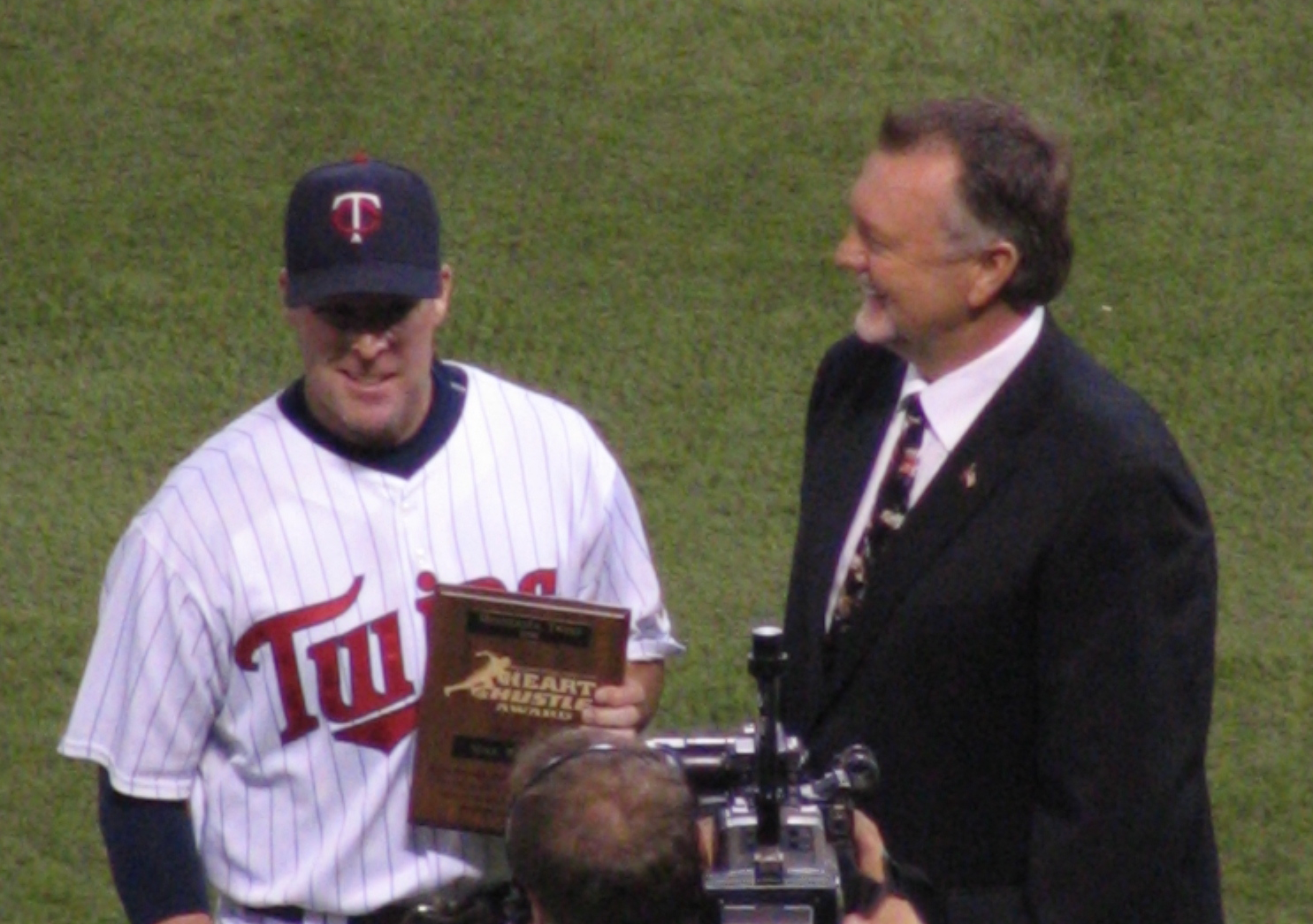
Bert Blyleven [r] (*1951)

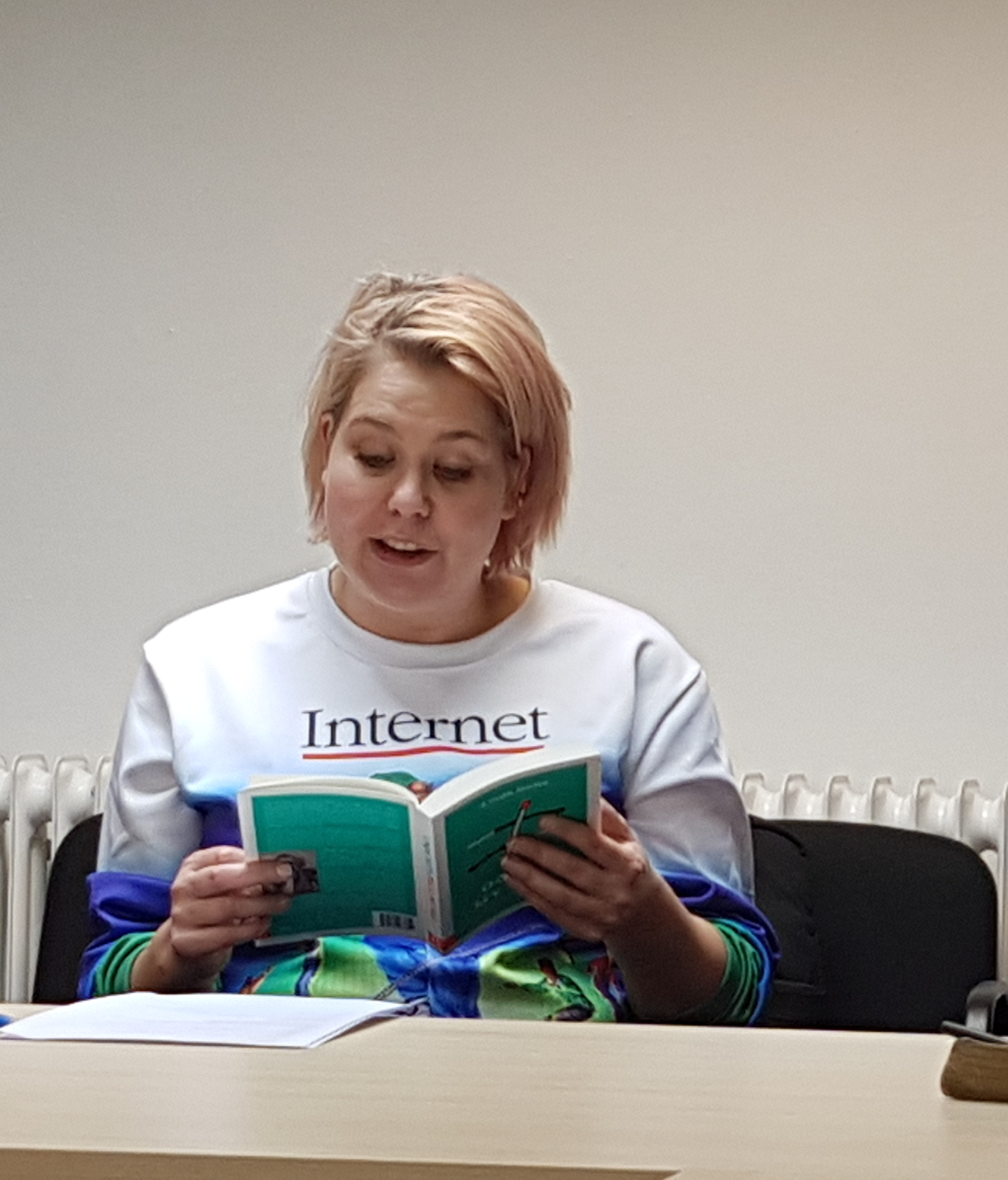
Linda Duits (*1976) leest voor uit eigen werk, 6 april 2019, Wikimediakantoor, Utrecht

- Charles Nepveu (1791-1871), officier
- Herman Snellen (1834-1909), oogarts en hoogleraar
- Johan Frederik Kruse (1848-1907), orgelbouwer
- Henri Petri (1856-1914), violist, muziekpedagoog, componist en arrangeur
- Anthon Gerard Alexander van Rappard (1858-1892), schilder
- Gerard Versteeg (1876-1943), arts, expeditielid in Suriname en Nederlands Nieuw-Guinea
- Willem Pijper (1894-1947), componist
- Hendrik Marsman (1899-1940), dichter
- Joop Martens (1914-2002), voetbalscheidsrechter
- Cary Stomp (1916-1945), verzetsstrijder
- Hans Plesman (1918-1949), oorlogsvlieger, verzetsstrijder, KLM gezagvoerder en oudste zoon van Albert Plesman
- Johan Witteveen (1921-2019), politicus (was minister van Financiën) en bestuurder
- Gerrit Jan Smit (1924-1999), politicus
- Govert van Tets (1924-2018), politicus (VVD)
- Kees Zijlstra (1931-2013), politicus (PvdA)
- Marjan Berk (1932), actrice en schrijfster
- Gert D. Buitenhuis (1943), componist, dirigent en klarinettist
- Ad van Denderen (1943), fotograaf
- Maarten van Rossem (1943), historicus en auteur
- Kees Ouwens (1944-2004), dichter en romanschrijver
- Carel Blotkamp (1945), kunstenaar
- Cornelia Vrolijk (1944-2015), kunstenares
- Vincent van der Burg (1945-2020), advocaat en politicus (Tweede Kamerlid KVP/CDA)
- Mary (Sis) van Rossem (1945-2022), kunsthistorica
- James van Lidth de Jeude (1945), politicus (PvdA), oud-burgemeester van Deventer
- Ursul de Geer (1946-2020), acteur, regisseur en televisiepresentator
- André Bolhuis (1946), hockey-international en sportbestuurder
- Herman Veenendaal (1947), voetballer en ondernemer
- André van der Ley (1949), voetballer
- Bert Blyleven (1951), honkballer Major League USA
- Cor van de Stroet (1954), danser en dansleraar
- Jos Ruijs (1955), olympisch roeier
- Albert van den Bosch (1955), politicus (VVD), burgemeester
- Herre Methorst (1955), kunstenaar
- Dirk van Weelden (1957), schrijver
- Mark Overmars (1958), wiskundige, informaticus
- Fred Kistenkas (1959), jurist, publicist
- Ben Swagerman (1959), politicus (VVD; FVD)
- Jan van de Pavert (1960), beeldend kunstenaar
- Mirjam de Blécourt (1964), politica
- Alfons Arts (1965), voetbaltrainer
- Chris Zegers (1971), acteur, zanger en televisiepresentator
- Niels Kraaij (1971), golfprofessional
- Remco Dijkstra (1972), politicus (VVD)
- David Lammers (1972), filmregisseur
- Fleur Renes (1973), actrice
- Mirjam Sterk (1973), politica (CDA)
- Bas Verheijden (1974), pianist
- Linda Duits (1976), schrijfster
- Mirella van Markus (1977), televisiepresentatrice
- Felicia van den End (1986), fluitiste
- Remy van Kesteren (1989), harpist
- Eva de Goede (1989), hockeyinternational
- Henk Dissel (1991), zanger
- Tantu Beats (1993), muziekproducent
- Adnan Bajić (1995), voetballer

## Overleden
- A.C. Kuiper (1860-1934), kinderboekenschrijfster
- Willem Johannes Philippus van Waning (1897-1968), burgemeester
- Karel van der Velden (1921-1993), zanger en gitarist
- Mieke Telkamp (1934-2016), zangeres
- Tiete Damsté-Terpstra (1924-2020), logopedist

Alkmaar · 
Almelo ·
Almere · 
Alphen-Chaam · 
Alphen aan den Rijn ·
Amersfoort · 
Amstelveen · 
Amsterdam · 
Apeldoorn · 
Arnhem · 
Assen ·
Baarn · 
Bergen op Zoom · 
Bilthoven · 
Bolsward · 
Boxtel · 
Breda · 
Bredevoort · 
Brunssum · 
Bussum · 
Delft ·
Den Haag ·
Den Helder · 
Deurne · 
Deventer · 
Doetinchem ·
Dokkum · 
Dordrecht · 
Drachten · 
Ede · 
Eindhoven · 
Emmen · 
Enschede · 
Franeker · 
Geleen · 
Gouda · 
Groenlo ·
Groningen · 
Haarlem · 
Harlingen ·  
Heemstede · 
Heerenveen · 
Heerlen · 
Helmond · 
Hengelo · 
's-Hertogenbosch · 
Hilversum · 
Hoogeveen · 
Hoorn · 
Horst ·
Kampen · 
Kerkrade · 
Leerdam · 
Leeuwarden · 
Leiden · 
Lelystad · 
Maastricht · 
Meppel ·  
Middelburg  ·
Nijkerk · 
Nijmegen · 
Oldenzaal · 
Ommen · 
Oss · 
Rijswijk (Zuid-Holland) · 
Roosendaal · 
Rotterdam · 
Schiedam · 
Sittard · 
Sittard-Geleen · 
Sneek · 
Soest · 
Stadskanaal · 
Tegelen · 
Tiel · 
Tilburg · 
Urk · 
Utrecht · 
Veenendaal · 
Veghel · 
Venlo · 
Venray · 
Vlaardingen · 
Vlissingen · 
Wageningen · 
Warnsveld · 
Weert · 
Winschoten · 
Woerden · 
Zeist · 
Zierikzee · 
Zoetermeer · 
Zutphen · 
Zwolle